# Центинг
Центинг (њем. Zenting) општина је у њемачкој савезној држави Баварска. Једно је од 25 општинских средишта округа Фрејунг-Графенау. Према процјени из 2010. у општини је живјело 1.131 становника. Посједује регионалну шифру (AGS) 9272152.

## Географски и демографски подаци
Центинг се налази у савезној држави Баварска у округу Фрејунг-Графенау. Општина се налази на надморској висини од 450 метара. Површина општине износи 21,7 km². У самом мјесту је, према процјени из 2010. године, живјело 1.131 становника. Просјечна густина становништва износи 52 становника/km².